# Melitaea crimitaea
Melitaea crimitaea är en fjärilsart som beskrevs av Felix Bryk 1940. Melitaea crimitaea ingår i släktet Melitaea och familjen praktfjärilar. Inga underarter finns listade i Catalogue of Life.